# PAL
|  | Per a altres significats, vegeu «Pal». |

PAL és un sistema de transmissió de senyals analògics de televisió en color que va sorgir amb la intenció de millorar la qualitat i reduir els errors de fase que es produeixen en el sistema NTSC. Aquest sistema presenta errors de fase entre la subportadora de color sincronitzada gràcies al Burst en el moment de la recepció i la generada, inicialment, en el transmissor, provocant canvis en la tonalitat de la imatge. PAL és l'acrònim de l'expressió anglesa Phase Alternating Line (en català línia alternada en fase).

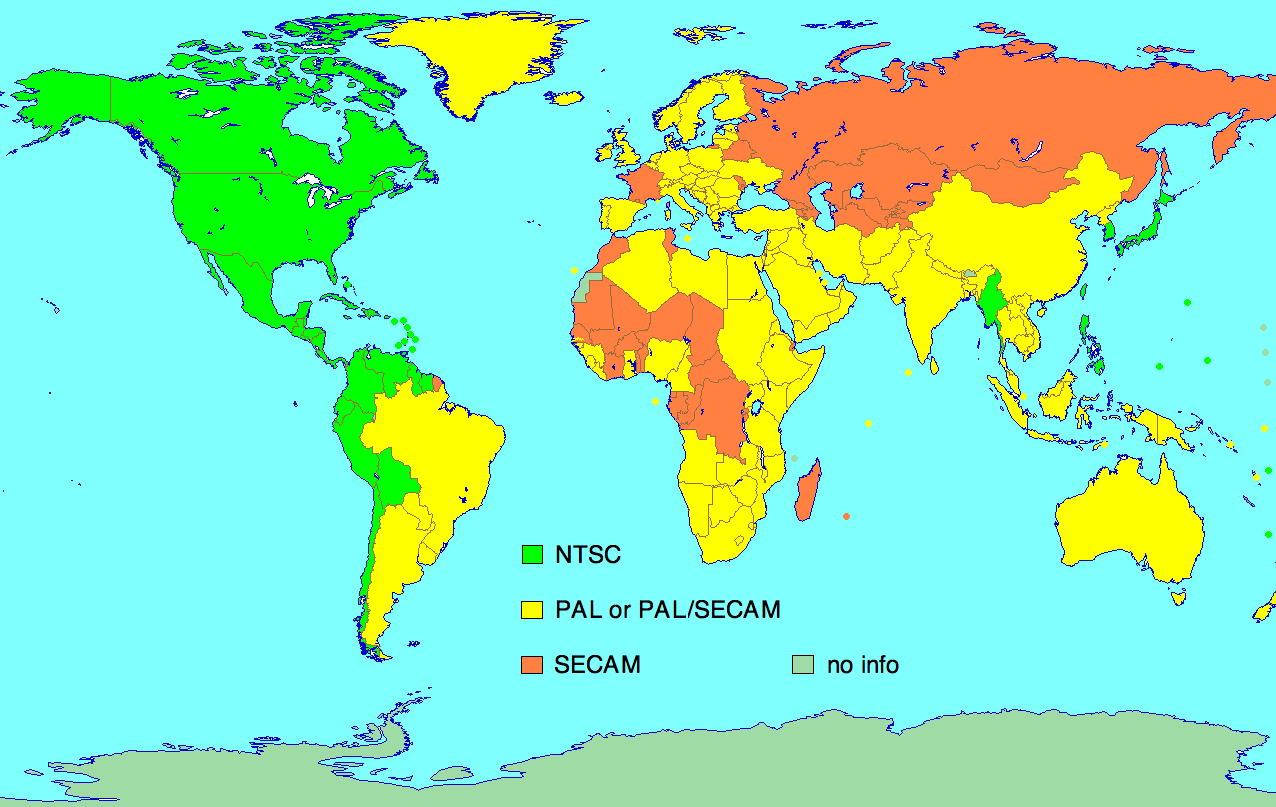
verd clar: NTSC, groc: PAL, taronja: SECAM, oliva: Desconegut

## Història
Aquest sistema de televisió en color va ser desenvolupat en els Laboratoris de Telefunken pel Dr. Walter Bruch, a la ciutat alemanya de Hannover l'any 1963. Els primers països que van adoptar aquest sistema van ser la República Federal d'Alemanya i el Regne Unit, l'any 1967. A partir d'aquest moment tots els països que no havien adoptat cap sistema de televisió en color, van optar per implantar el sistema PAL, sobretot els països europeus. Al continent americà només ha estat adoptat per Argentina, Brasil, Paraguai i Uruguai. El 1973 va ser l'any que es va implantar a l'Estat Espanyol.
El primer sistema europeu de transmissió de senyal analògic de televisió en color va ser el SECAM, desenvolupat per Henri de France. Aquest sistema també solucionava els problemes d'error de fase de NTSC, però el sistema és menys robust. Cal remarcar però que el sistema PAL va incorporar "la línia de retard" de 64µs, patentada per Henri de France en el seu sistema SECAM, i que el "robust" sistema PAL que en va resultar no ho seria tant si no la tingués.

## Descripció
Els conceptes fonamentals de transmissió del senyal del sistema PAL estan basats en el sistema NTSC. En el sistema PAL també s'envia el senyal de luminància i separadament, modulat en quadratura a una freqüència subportadora, el senyal de crominància (color). D'aquesta manera s'aconsegueix que el sistema sigui compatible amb els sistemes anteriors monocromàtics (en blanc i negre).
Els errors de fase són freqüents en radiodifusió, per tant, el sistema PAL intenta reduir o eliminar aquests errors invertint un dels components del vector crominància línia a línia, corregint aquests errors. Posteriorment, aprofitant que habitualment el contingut de color d'una línia i la següent és similar, en el receptor es compensen automàticament els errors de tonalitat de color prenent com a mostra en pantalla el valor mitjà d'una línia i la següent, ja que el possible error de fase existent entre ambdues serà contrari. Així doncs, en comptes de produir-se un error en la tonalitat de color, com passa en el sistema NTSC, només s'aprecia com un lleuger defecte de saturació de color, que és menys perceptible a l'ull humà. En conclusió, aquest és el principal avantatge del sistema PAL davant del sistema NTSC.

## Compatibilitat sistemes Blanc/Negre i Color
Quan van aparèixer els sistemes de transmissió de senyal de televisió en color el sistema de blanc i negre ja estava molt estès, per tant era necessari que el sistema de transmissió en color fos compatible amb els receptors existents.
Els sistemes de transmissió B/N es basen en la captació per part de la càmera d'un senyal de luminància. En canvi en els sistemes de transmissió de televisió en color és necessari especificar el color d'un element d'imatge mitjançant la descomposició dels tres colors primaris vermell (R), verd (G) i blau (B).
El sistema escollit per transmetre el senyal va ser la combinació de la luminància (Y), i dos senyals diferència de color R-Y, B-Y. Es van escollir aquests dos senyals diferència perquè aconsegueixen una major protecció davant les interferències i el soroll.
Aquest sistema compleix les condicions bàsiques de compatibilitat entre sistemes:
- Els receptors B/N podien reproduir el senyal emès amb informació de color però en B/N.
- Els receptors en color podien reproduir en B/N el senyal d'estacions que encara emetessin senyals monocromàtics.

Correcció de l'amplitud dels senyals de crominància:
- U(B,Y)=0'493*(B-Y)
- V(R,Y)=0'887*(R-Y)

Relació experimental que s'adopta per relacionar els components:
Y(R,G,B)=0'229*R+0'587*G+0'114*B
Aquesta relació permet obtenir en recepció la conversió directa dels tres components Y, R-Y, B-Y als necessaris per a la reproducció R, G, B.

## Obtenció de l'espectre
Aprofitant que el senyal obtingut després de l'exploració entrellaçada és de naturalesa discreta, degut a la periodificació del senyal en quadres i línies, es creen uns buits a l'espectre, on es pot inserir el senyal de color sense interferir la luminància. Per tant, caldrà modular el senyal de crominància.
A més a més, no s'augmenta l'amplada de banda del senyal a transmetre, ja que s'aprofita un buit de l'espectre. Aquest és un altre aspecte molt important perquè hi hagi compatibilitat entre sistemes.

## Especificacions tècniques
- Relació d'aspecte: 4/3
- Resolució vertical: 575 línies
- Resolució horitzontal: 768 línies
- Nombre de línies: 625
- Nombre de línies actives: 575
- Freqüència de quadre: 25 Hz
- Freqüència de camp (imatge): 50 Hz
- Freqüència de la subportadora de color: 4,4336 MHz
- Període de línia: 64 microsegons
- Període de línia activa: 52 microsegons
- Duració del sincronisme horitzontal: 4,7 microsegons
- Duració de l'esborrat de línia: 12 microsegons
- Factor de correcció gamma: 2,8
- Amplada de banda total: 5 MHz
- Amplada de banda d'U i V (senyals crominància): 1 MHz